# Willian Pacheco
Willian Silva Costa Pacheco (* 28. März 1992 in São Paulo), auch bekannt als Willian Pacheco, ist ein brasilianischer Fußballspieler.

## Karriere
Willian Pacheco erlernte das Fußballspielen in den brasilianischen Jugendmannschaften von Corinthians São Paulo und Botafogo FR sowie in der belgischen Mannschaft von Sporting Charleroi. In Charleroi stand er bis Januar 2013 in der U19-Mannschaft unter Vertrag. Von Februar 2013 bis Dezember 2013 war er vertrags- und vereinslos. Am 1. Januar 2014 nahm ihn der brasilianische Klub Rio Branco FC (AC) aus Rio Branco bis März 2016 unter Vertrag. 2014 feierte er mit dem Verein die Staatsmeisterschaft von Acre. Im April 2016 ging er nach Asien, wo er in Indonesien einen Vertrag bei Persija Jakarta unterschrieb. Bei dem Verein aus Jakarta spielte er bis Anfang Dezember 2017. Zur Saison 2018 zog es ihn nach Malaysia. Hier verpflichtete ihn der Selangor FC. Der Verein aus Shah Alam spielte in der ersten Liga, der Malaysia Super League. Für Selangor absolvierte er 14 Erstligaspiele. Anfang 2019 ging er zurück nach Indonesien. Hier nahm ihn der Erstligist Bali United unter Vertrag. 2019 und 2022 feierte er mit dem Verein aus Bali die indonesische Meisterschaft.

## Erfolge
Rio Branco FC (AC)
- Staatsmeisterschaft von Acre: 2014

Bali United
- Indonesischer Meister: 2019, 2021/22